# Cartaletis nigricosta
Cartaletis nigricosta är en fjärilsart som beskrevs av Louis Beethoven Prout 1916. Cartaletis nigricosta ingår i släktet Cartaletis och familjen mätare. Inga underarter finns listade i Catalogue of Life.